# Véres játék 2.
A Véres játék 2. (eredeti cím: Bloodsport II: The Next Kumite) 1996-ban bemutatott amerikai harcművészeti film, melyet Alan Mehrez rendezett. A Véres játék (1988) folytatása, az előző résszel ellentétben azonban a főszerepet nem Jean-Claude Van Damme, hanem Daniel Bernhardt alakítja. Mellékszerepben tűnik fel James Hong, Donald Gibb és Pat Morita. 
További két folytatás készült még, a Véres játék 3. (1997) és a Véres játék 4. (1998), mindkettő Bernhardt főszereplésével.

## Rövid történet
Egy műkincstolvaj börtönbe kerül és egy harcművész mester tanításainak köszönhetően megváltozik az élete. Hamarosan lehetőséget kap arra, hogy a világ legjobb harcosaival küzdhessen meg az előző filmben már megismert kumitén.  

## Cselekmény
A tolvaj Alex Cardo (Daniel Bernhardt) el akar lopni Kelet-Ázsiában egy rituális kardot, de bűntársa, John (Philip Tan) árulása miatt letartóztatják és börtönbe zárják. Az egyik börtönőrt, Demont (Ong Soo Han) különösen zavarja Alex jelenléte, ezért minden lehetőséget megragad, hogy pokollá tegye az életét. Alex hamarosan talál magának egy barátot a fegyházban, Sun mester (James Hong) személyében, aki életfogytiglani büntetését tölti. Sun mester szárnyai alá veszi a fiatal harcost és az edzések során megváltoztatja gondolkodásmódját, majd megtanítja neki a „vaskéz” elnevezésű harci technikát. Amikor a világ legjobb harcosait felsorakoztató küzdősport-versenyre, a kumitéra sor kerül, Demon is versenyzőként indul a megmérettetésen. Alexet kiengedik a börtönből és ígéretet tesz Sun mesternek, hogy megnyeri a kumitét.
Számos küzdelmet követően a kumite döntőjébe Alex és Demon jut be. A hosszadalmas párviadal során eleinte Demon van fölényben, harci képessége és ereje miatt. Alex a vaskéz technika segítségével végül legyőzi Demont. Befolyásos üzlettársai közbenjárásával Sun mestert is kiszabadítja a börtönből.

## Szereplők
| Színész             | Szerep       | Magyar hang       |
| ------------------- | ------------ | ----------------- |
| Daniel Bernhardt    | Alex Cardo   | Haás Vander Péter |
| Pat Morita          | David Leung  | Botár Endre       |
| Donald Gibb         | Ray Jackson  | Harmath Imre      |
| James Hong          | Sun mester   | Dobránszky Zoltán |
| Lori Lynn Dickerson | Janine Elson | Spilák Klára      |
| Ong Soo Han         | Demon        | N/A               |
| Philip Tan          | John         | Balázsi Gyula     |

Az előző film színészei közül csupán Donald Gibb tűnik fel a második részben, ismét Ray Jacksonként. Daniel Bernhardt mellett James Hong és Pat Morita a második és harmadik részben is szerepet kap.

## A film készítése
Az előző film főszereplője, Jean-Claude Van Damme egyéb filmes kötelezettségei miatt nem tudta vállalni a folytatást, ezért Daniel Bernhardt kapta meg a főszerepet. Bernhardt, akinek ez volt a filmes debütálása, gazdag harcművész múlttal rendelkezik, többek között fekete öves taekwondós. Mestere, Hee Il Cho kisebb mellékszerepben tűnik fel a filmben, a kumite egyik bírójaként. A harmadik részben Cho fontosabb szerepben színészkedik, Alex új mesterét alakítja.
A rendező elmondása szerint az előző részhez képest magasabb költségvetés lehetővé tette az alaposabban megkoreografált és így magasabb színvonalú harci jelenetek elkészítését. A filmet Thaiföldön forgatták.

## Kritikai visszhang
A The Action Elite elnevezésű weboldal szerint a film „méltó örököse a Van Damme-klasszikusnak... Daniel Bernhardt megfelelő helyettesítője a színésznek”. A Kung-fu Kingdom kritikusának összegzése alapján „a Véres játék 2. élvezhető film... Daniel Bernhardt lenyűgöző játékfilmes debütálása főszereplőként.”